# Belaspidia nigra
Belaspidia nigra is een vliesvleugelig insect uit de familie bronswespen (Chalcididae). De wetenschappelijke naam is voor het eerst geldig gepubliceerd in 1856 door Siebold.